# Schinkelpolder
De Schinkelpolder is een polder ten oosten van de Ringvaart in de gemeente Aalsmeer. De polder ligt ten westen van Bovenkerk. Het in deze polder aangelegde Schinkelbos was in 1999 een uitbreiding van het Amsterdamse Bos maar behield wel zijn eigen naam. De rest van de polder wordt voornamelijk gebruikt voor tuinbouw in kassen.
In het zuiden grenst het gebied aan de Oosteinderpoelpolder, in het noorden aan de Ringvaart van de Haarlemmermeerpolder.
Ten oosten van de Schinkelpolder liep de spoorlijn Aalsmeer - Amsterdam Willemspark. Ter hoogte van de Schinkelpolder was de stopplaats Schinkeldijk, die in 1933 werd gesloten.

## Geschiedenis
Het grondgebrek rond Aalsmeer dat door vervening was ontstaan werd bestreden door de veenplassen droog te pompen. Hiermee werd in de 17e eeuw begonnen. Eerst werd het Stommeer drooggemaakt (1650) en daarna het Hornmeer (1674).
De Zwarte- of Schinkelpolder had oorspronkelijk een zwart geteerde wipmolen bij de oever van de Haarlemmermeer, ter hoogte van waar nu de Bosrandbrug ligt. In 1778 werd deze vervangen door de nog bestaande De Zwarte Ruiter.
De inmiddels geheel verveende Schinkelpolder werd drooggemaakt in 1857. Hiertoe werd een grote vijzelmolen gebouwd. Deze maalde plas werd droog samen met de bestaande De Zwarte Ruiter. Deze werd in 1866 verbouwd tot korenmolen. De vijzelmolen uit 1857 werd in 1882 grotendeels afgebroken en verbouwd tot stoomgemaal. Later kwam er elektrische aandrijving. In 1989 kwam er een nieuw gemaal bij de Ringvaart en werd het oude gemaal verbouwd tot woonhuis.